# Nico Evers-Swindell
Nico Evers-Swindell (* 1979 in Neuseeland) ist ein neuseeländischer Schauspieler.
Er ist der Cousin der ehemaligen olympischen Ruder-Weltmeister Caroline und Georgina Evers-Swindell. 2011 heiratete Evers-Swindell die US-amerikanische Schauspielerin Megan Ferguson.

## Filmografie (Auswahl)
- 2008: Springfield Story (The Guiding Light, Fernsehserie, eine Episode)
- 2008: Law & Order (Fernsehserie, Episode 18x09)
- 2010: Navy CIS: L.A. (NCIS: Los Angeles, Fernsehserie, Episode 2x10)
- 2010: Auftrag Rache (Edge of Darkness)
- 2011: William und Kate – Ein Märchen wird wahr (William & Kate)
- 2013: Parkland
- 2014: Manhattan Love Story (Fernsehserie, 6 Episoden)
- 2015: Grimm (Fernsehserie, 6 Episoden)
- 2017: The Magicians (Fernsehserie, 2 Episoden)